# Bernard Quatermass
Le professeur Bernard Quatermass est un physicien de fiction, à l'origine créé par l'écrivain Nigel Kneale pour BBC Television. Il est le personnage principal de cinq séries télévisées et de trois longs-métrages de science-fiction britanniques, et le héros également de dramatiques radio et de récits imprimés.

## Le personnage
Quatermass est un scientifique intelligent et d'une grande conscience morale, qui se retrouve sans cesse confronté avec de sinistres forces extra-terrestres menaçant d'anéantir l'humanité. Dans les trois premières séries, c'est un pionnier du programme spatial britannique à la tête d'un groupe de recherches baptisé leBritish Experimental Rocket Group.
Quatermass apparaît dans trois séries de science-fiction des années 1950 diffusés sur la chaîne britannique BBC, une quatrième série produite pour Thames Television et diffusée en 1979, et une cinquième et dernière, dont la diffusion a commencé en 2005 sur BBC Four et qui est en fait un remake de la première. Pendant plus de cinquante ans, le personnage a également vécu des aventures dans des longs-métrages de cinéma, des dramatiques radio, et dans des récits imprimés.

## Le nom
Pour le patronyme de son personnage, Kneale a choisi un nom au hasard dans l'annuaire des téléphones de Londres, tandis que le prénom fut choisi en référence à l'astronome Bernard Lovell.

## Filmographie

### Télévision
- 1953 : The Quatermass Experiment (en), 6 épisodes avec Reginald Tate (en)
- 1955 : Quatermass II (en), 6 épisodes avec John Robinson
- 1958 : Quatermass and the Pit (en), 6 épisodes avec André Morell
- 1979 : Quatermass (en), 4 épisodes avec John Mills
- 2005 : The Quatermass Experiment (en) avec Jason Flemyng

### Cinéma
- 1955 : Le Monstre (The Quatermass Xperiment) de Val Guest avec Brian Donlevy
- 1957 : La Marque (Quatermass 2) de Val Guest avec Brian Donlevy
- 1967 : Les Monstres de l'espace (Quatermass and the Pit) de Roy Ward Baker avec Andrew Keir